# Antonín Jaroslav Vrťátko
Antonín Jaroslav Vrťátko (někdy podle svého rodiště Vrťátko Benátecký, 29. května 1815, Benátky nad Jizerou – 19. prosince 1892, Praha) byl český spisovatel, překladatel a knihovník.

## Život
Narodil se v Benátkách nad Jizerou, v rodině hrnčíře Josefa Vrťátka. V Mladé Boleslavi vystudoval piaristické gymnázium a v Praze filosofickou a právnickou fakultu Karlo-Ferdinandovy Univerzity. Byl vychovatelem v různých českých šlechtických rodinách, od roku 1851 žil výhradně v Praze a věnoval se především literatuře. Byl členem komise pro ustanovení vědeckého názvosloví, v roce 1854 redigoval almanach Perly České, od roku 1861 redigoval Muzejník. po Václavu Hankovi se stal knihovníkem Národního muzea a věnoval se literární historii.
Zemřel nešťastnou náhodou (byl přejet fiakrem). Ve své poslední vůli odkázal spolku Svatobor 6 000 zlatých.

## Dílo
Od roku 1835 publikoval časopisecky literárně historické články a kritiky, cestopisné črty a drobné básně, pokoušel se také o romantické historické povídky po vzoru Waltera Scotta, které měly sice relativně velký čtenářský úspěch, ale pro svůj sentimentální charakter nevelkou literární i historickou úroveň. Někdy se ve svých fikcích dopouštěl velmi odvážných konstrukcí, např. v povídce Jan Šťastný se pokoušel dokázat, že Johannes Gutenberg byl ve skutečnosti Čech.
Překládal prózu, a to z němčiny a italštiny. Patří také k překladatelům filosofické literatury; přeložil do češtiny Aristotelovy Kategorie a tím založil tradici překládání aristotelských spisů do češtiny. Jeho pokračovateli jsou například Pavel Julius Vychodil, Ferdinand Stiebitz, Antonín Kříž, Milan Mráz či Karel Berka.)
V pozdějším věku zanechal literárních pokusů a psal články literárně vědecké, populárně historické a pedagogické. Napsal mnoho historických črt, některé byly ve své době použity v čítankách. Psal i drobné didaktické dětské verše, dokonce i veršovaný vodopis českých zemí, a rozsáhlejší novely s historickou tematikou, nejčastěji biblickou (např. Život Josefa, 1862).
Vydal tiskem korespondenci mezi Václavem Hankou a Josefem Dobrovským.

### Knihovníkem

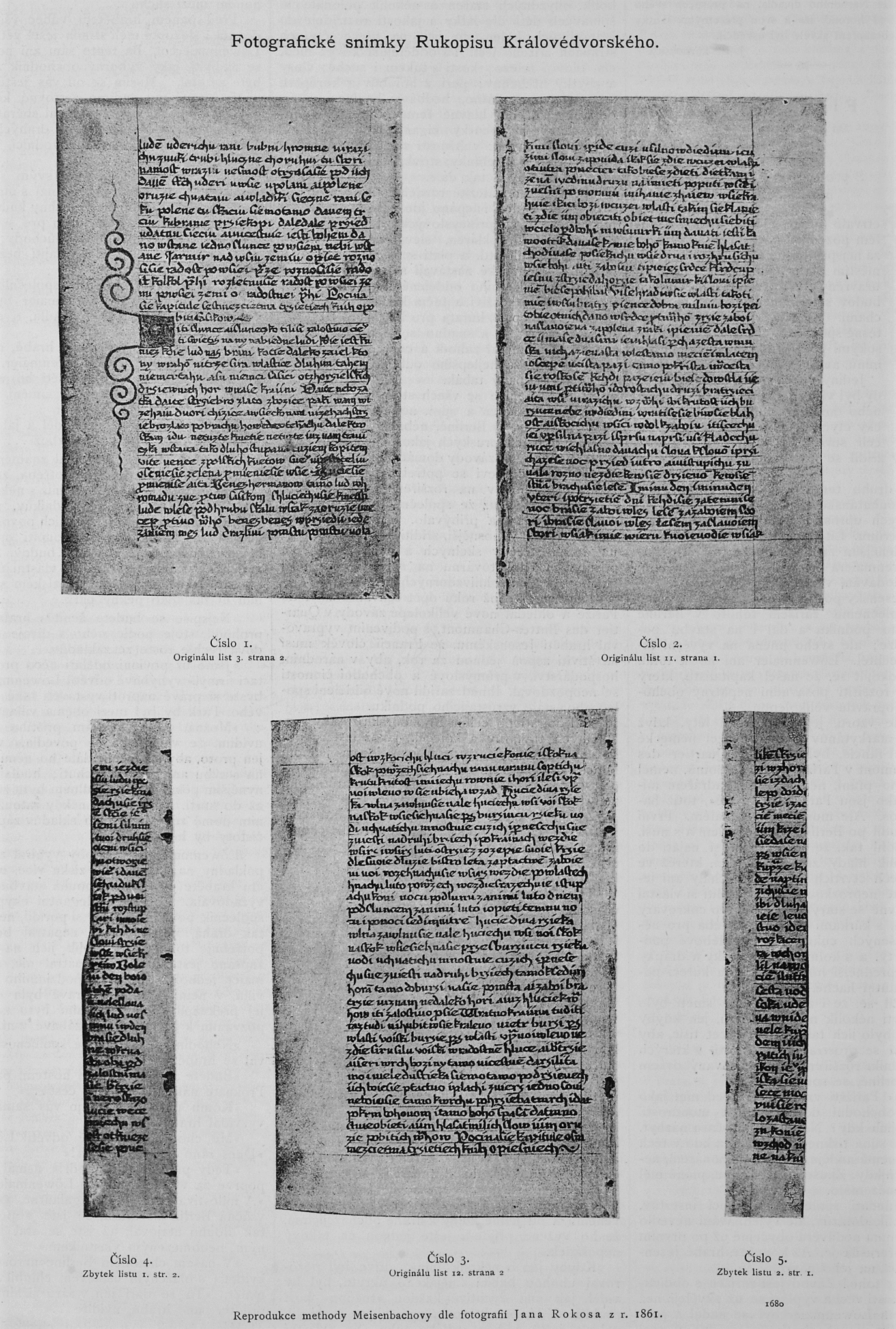
Fotografie Rukopisu Královédvorského pořízená Ant. Vrťátkem (část)

Ve funkci knihovníka Národního muzea byl nástupcem Václava Hanky a i proto se angažoval ve sporu o RKZ, pořídil v roce 1861 fotokopie Rukopisu Královédvorského a v roce 1862 vydal texty s podrobnou analýzou, která byla zamýšlená jako obhajoba pravosti RKZ; stala se ale jedním z hlavních pramenů odpůrců.
Působil v muzeu před osamostatněním archeologických a historických sbírek. Musel je spravovat, a jako uživatel muzejního bytu v budově Na Příkopech byl zároveň správcem budovy musejní. Toto zaměstnání vykonával s nechutí a způsobil ve sbírkách velký nepořádek, ponechal je bez katalogizace i bez dozoru, pod vedením Františka Xavera Beneše, což vedlo k mnoha ztrátám a krádežím sbírkových předmětů.
Zemřel v roce 1892 a pohřben byl na Olšanských hřbitovech.